# Miloš Zeman
Miloš Zeman, (Kolín, 28. rujna 1944.) je česki političar koji je bio predsjednik Češke od 2013. do 2023. Bio je vođa Socijaldemokratske stranke Češke 1993. – 2001. i premijer Češke 1998. – 2002.
Još kao student ekonomije uključuje se u Komunističku partiju Čehoslovačke tijekom Praškog proljeća 1968., no uskoro je iz nje isključen jer je protestirao protiv "normalizacije" i sovjetske okupacije Čehoslovačke. Tijekom Baršunaste revolucije 1989. podržavao je antikomunistički pokret "Građanski forum". Izabran je u federalni parlament 1990., a od 1996. – 1998. bio je predsjednik češkog parlamenta.
Pod njegovim vodstvom Socijaldemokratska stranka Češke postaje vodeća stranka u državi i u periodu 1998. – 2002. bio je u vrhu manjinske vlade.
Zbog nesuglasica unutar socijaldemokratske stranke Zeman nije izabran za češkog predsjednika 2003., a umjesto njega izabran je Václav Klaus. Poslije ovoga Zeman počinje biti sve kritičniji prema socijaldemokratskoj stranci da bi je na kraju napustio 2007. poslije sukoba s tadašnjim vođom stranke Jiříjem Paroubekom. Godine 2009. osniva stranku Strana Práv Občanů – Zemanovci (Stranka za građanska prava) koja loše prolazi na izborima 2010.
Godine 2013. postaje predsjednik Češke kada je u drugom krugu izbora pobijedio protukandidata Karela Schwarzenberga.